# Ali Baba et les Quarante Voleurs (film, 1944)
Pour les articles homonymes, voir Ali Baba.
Pour plus de détails, voir Fiche technique et Distribution.
Ali Baba et les Quarante Voleurs (Ali Baba and the Forty Thieves) est un film américain réalisé par Arthur Lubin et sorti en 1944.

## Synopsis
Après la mort de son père, assassiné par l'armée du Mongol Hulagu Khan, le jeune Ali s'enfuit dans le désert et est recueilli par quarante voleurs. Ensemble, ils organisent la vengeance du jeune garçon…

## Fiche technique
- Titre : Ali Baba et les Quarante Voleurs
- Titre original : Ali Baba and the Forty Thieves
- Réalisation : Arthur Lubin, assisté de Ray Taylor (non crédité)
- Scénario : Edmund L. Hartmann
- Production : Paul Malvern et Jack J. Gross producteur exécutif (non crédité)
- Société de production et de distribution : Universal Pictures
- Musique : Edward Ward
- Chorégraphe : Paul Oscard
- Photographie : W. Howard Greene et George Robinson
- Montage : Russell F. Schoengarth
- Direction artistique : John B. Goodman et Richard H. Riedel
- Décorateur de plateau : Russell A. Gausman et Ira Webb
- Costumes : Vera West
- Pays d'origine :  États-Unis
- Format : Technicolor - 35 mm - 1,37:1 - Son : Mono (Western Electric Recording)
- Genre : Aventure
- Langue : anglais
- Durée : 87 minutes
- Dates de sortie : 
  -  États-Unis : 14 janvier 1944
  -  France : 2 juillet 1948 (Paris)
- Affiche : René Lefèbvre (France)

## Distribution
- María Montez : Amara
- Jon Hall (VF : Jean Violette) : Ali Baba
- Turhan Bey : Jamiel
- Andy Devine : Abdullah
- Kurt Katch : Hulagu Khan
- Frank Puglia : Prince Cassim
- Fortunio Bonanova (VF : Abel Jacquin) : Baba le vieux
- Moroni Olsen (VF : Claude Péran) : Calife Hassan
- Ramsay Ames : Nalu
- Chris-Pin Martin : Gros voleur
- Scotty Beckett : Ali Baba enfant
- Yvette Duguay : Amara enfant
- Noel Cravat : Capitaine Mongol
- Jimmy Conlin : Petit voleur
- Harry Cording : Mahmoud
- Charles Wagenheim : Barbier